# Cybereason
サイバーリーズン (英: Cybereason Inc. ) は、アメリカ合衆国マサチューセッツ州, ボストンに本社を置くサイバーセキュリティ会社である。サイバーリーズンは、日本、英国、イスラエルにオフィスを構えている。日本法人サイバーリーズン・ジャパン株式会社(英: Cybereason Japan Corp.)はソフトバンクとサイバーリーズンとの合弁会社である。

## 概要
サイバーリーズンは、イスラエルの情報収集部門である8200部隊でサイバーセキュリティに携わった3名の共同創立者が2012年に設立した。Cybereasonのプラットフォームには、世界で最も複雑なサイバー攻撃に対処してきた創業者たちの専門知識が生かされている。サイバーリーズンのセキュリティプラットフォームは、エンドポイントのログを収集し、侵入したマルウェアのサイバー攻撃の兆候をリアルタイムに検知することができる、クラウド型のデータ解析プラットフォームである。世界中で大手製造業、金融関連をはじめ、さまざまな業種の顧客に採用されている。

## 沿革
サイバーリーズンの3名の共同創立者は以前8200部隊,イスラエル国防軍のサイバー攻撃防御の超精鋭部隊でサイバーセキュリティに携わった。2012年にイスラエルに設立され、創業者は数年間、自社の技術を開発し、テストした。2014年の初めに、Cybereasonは本社をボストンに移し、プラットフォームを開始した。同じ年の2月に、CybereasonはCRV（Charles River Ventures）が率いるシリーズAの資金提供により460万ドルを調達した。2015年2月、サイバーリーズンはSpark Capitalが率いるシリーズBの資金調達により2540万ドルを調達した。この資金には、ロッキード・マーティン（サイバーリーズンの顧客）から約1,000万ドルが拠出された。同じ年の10月に、サイバーリーズンはソフトバンク（Cybereasonの顧客）が率いるシリーズCの資金調達を通じてさらに5900万ドルを調達した。
2016年には、サイバーリーズンが海外に進出した。その年の1月に日本のオフィスが開設され、年末には、ロンドン事務所が開設される。Cybereasonは2016年4月にSoftBankとともに、合弁会社「サイバーリーズン・ジャパン」を設立した。

## 主な製品
創設者が8200部隊で学んだことは、技術使用（コンピュータウイルス、マルウェア、ランサムウェア、など）にかかわらず、攻撃者のシステム侵入成功率は100％であること。どんなに強固にしても侵入は避けられない。しかし、多くの企業、組織は入口対策「たとえば、ファイアウォールやウイルス対策ソフトウェア 」におよそ70％投資している。サイバーリーズンの創設者のソリューションは、侵入は避けられないことを前提として、攻撃を成立させない仕組みを提供している。製品カテゴリーとして、EDR（Endpoint Detection and Response：エンドポイントの検出およびレスポンス）に該当し、侵入後の悪意ある振る舞いを検知・対処する。
システムは、エンドポイントにインストールされた「センサー」と、「解析エンジン」「コンソール」の3つのコンポーネントで構成されている。特徴は、監視対象のエンドポイントのログを専用サーバーに集約し、AIエンジンが相関分析をかける点。正常時の振る舞いから外れた挙動をピックアップすることで、AI (人工知能)が攻撃と判断した根拠が示され、攻撃がどこまで進んでいるかがわかる。さらに、何か不審な事象があったときに、影響範囲がどこまで広がっているかも可視化される。
企業向けプラットフォーム「Cybereason」は、振る舞い検知とおとり技術を使用して、これまでに見られなかった系統や新しい変種を含む、ランサムウェア（既知・未知）を検知して停止させる。サイバーリーズンは顧客環境で WannaCry を検知し、ファイルの暗号化が開始される前に停止させた。また、エンドポイントのデータを自動的に収集して AI エンジンで解析する機能を提供し、ランサムウエア以外のサイバー攻撃についても検知、対応し、エンドポイントを保護できる。

## 創設者
共同創立者兼CEOリオル・ヂブ (英:Lior Div) リオル・ヂブは8200部隊の功績を称えられ、イスラエル諜報部隊長の勲章(英:Medal of Honor)を授与する。Lior Divは、ハッキングオペレーション、フォレンジック、リバースエンジニアリングとマルウェア分析、暗号化と回避の分析の専門家である。共同創立者兼CTOであるヨノタン・スイツリウムーアミツ (英:Yonatan Striem-Amit)は、機械学習(英: machine learning）、ビッグデータアナリティクス （英: big data analytics）、視覚化技術において名声が博されるセキュリティ専門家である。共同創立者兼CVOであるヨッシー・ナール (英:Yossi Naar)は、防衛産業のセキュリティプラットフォームやSEMのための大きなデータプラットフォームを設計する経験豊富な熟練者である。